# Zakaria Gueye
Zakaria Gueye (22 februari 1986) is een Senegalese voetballer (middenvelder) die voor SV Zulte Waregem uitkomt.

## Spelerscarrière
| seizoen | club                   | land      | competitie           | wed. | goals |
| ------- | ---------------------- | --------- | -------------------- | ---- | ----- |
| 2008/09 | Pacy VEF               | Frankrijk | Championnat National | 34   | 4     |
| 2009/10 | Pacy VEF               | Frankrijk | Championnat National | 18   | 1     |
| 2010/11 | SV Zulte Waregem       | België    | Jupiler Pro League   | 5    | 0     |
| 2011    | FC Fréjus (uitgeleend) | Frankrijk | Championnat National | 0    | 0     |
|         |                        |           | Totaal               | 57   | 5     |